# Maurice Norland
Maurice Norland (né le 30 juillet 1901 à Auxerre - mort le 18 mai 1967 à Migennes) est un athlète français spécialiste des courses de fond.
Licencié au Métropolitain Club de Colombes, il participe aux Jeux olympiques de 1924 et remporte la médaille de bronze du cross-country par équipes aux côtés de Gaston Heuet et Henri Lauvaux, se classant 15e de l'épreuve individuelle.
Il remporte trois titres nationaux : le 5 000 m en 1926 et 1927, et le 3 000 m steeple en 1927.

## Palmarès
| Date | Compétition     | Lieu  | Résultat | Discipline                |
| ---- | --------------- | ----- | -------- | ------------------------- |
| 1924 | Jeux olympiques | Paris | 3e       | Cross-country par équipes |